# Kristusov krst (Verrocchio in Leonardo)
Kristusov krst je slika, ki je bila dokončana okoli leta 1475 v ateljeju italijanskega renesančnega slikarja Andrea del Verrocchia in se na splošno pripisuje njemu in njegovemu učencu Leonardu da Vinciju. Nekateri umetnostni zgodovinarji na sliki razberejo tudi roke drugih članov Verrocchiove delavnice.
Slika prikazuje Jezusov krst Janeza Krstnika, kot je zapisano v svetopisemskem evangeliju po Mateju, Marku in Luku. Za angela na levi je zapisano, da ga je naslikal mladostni Leonardo, kar je dejstvo, ki je vzbudilo toliko posebnih komentarjev in mitologije, da se pomembnost in vrednost slike kot celote in znotraj Verrocchiovega opusa pogosto spregledata. Sodobni kritiki velik del pokrajine v ozadju prav tako pripisujejo Leonardu. Slika je shranjena v galeriji Uffizi v Firencah.

## Predmet
Slika prikazuje Jezusov krst na bregovih reke Jordan. Dva klečeča angela, eden drži Jezusovo oblačilo, drugi pa s sklenjenimi rokami, oba pred simbolom odrešenja in življenja, palmo. Medtem ko je bos v reki, je Janez Krstnik oblečen v oblačila z avreolo nad glavo. Drži palico z zlatim križem na vrhu, medtem ko zliva rečno vodo na Jezusovo glavo. Jezus ima nad glavo svetniški sij|, saj je upodobljen, kako bos moli v reki. Ima majhno oblačilo, ki pokriva njegove genitalije, skozi katere kukajo vidne sramne dlake. Na zvitku, ki ga ima Janez v roki, je napis, ki vključuje prvi dve besedi odlomka iz Janezovega evangelija Jn 1,29, »ECCE AGNUS DEI QUI TOLLIT PECCATA MUNDI« (Glejte, Božje Jagnje, ki odvzema greh sveta). Obstaja tudi svetlooka ujeda, ki se zavihti čez Janezovo glavo in se spusti v drevesa v ozadju. Na vrhu slike je mogoče videti Božje roke, ki prihajajo iz nebes, ko se odpre. Skoznje sijejo golob in sončni žarki, ki simbolizirajo svetega duha, ki sije nad njimi in razkriva Jezusovo božansko naravo.

## Zgodovina
Andrea del Verrocchio je bil kipar, zlatar, slikar in nadarjen delavec, ki je vodil veliko in uspešno delavnico v Firencah v drugi polovici 15. stoletja. Verrocchio je usposabljal svoje vajence tako, da so se učili površinske anatomije, risanja, mehanike, kiparstva, študija draperije in uporabe svetlobe in sence. Svoje učence je uvedel tudi v predmete, kot so geografija, italijanska književnost in poezija. Verrocchio je bil znan po tem, da je v svojih delih določil območja za svoje vajence, da so risali in na koncu slikali, potem ko je začel. Med njegovimi vajenci in tesnimi sodelavci so bili slikarji Sandro Botticelli, Francesco Botticini, Piero Perugino, Francesco di Simone, Lorenzo di Credi in Leonardo da Vinci.
Verrocchio sam ni bil plodovit slikar in zelo malo slik je pripisanih njegovi roki, njegova slava pa leži predvsem v njegovih kiparskih delih. Verrocchiove slike, kot so značilne za florentinska dela tega datuma, so v temperi na leseni tabli. Tehniko slikanja umetniških del z oljno barvo, ki so jo v Italiji prej uporabljali samo za trajne predmete, kot so paradni ščiti, so v Firence uvedli nizozemski in flamski slikarji ter njihova uvožena dela približno na datum, ko je nastala ta slika.
Po besedah Antonia Billija (1515) je sliko naročil Verrocchiov brat Don Simone, vodja samostanske cerkve San Salvi okoli leta 1468. Verrocchio je na začetku svoje kariere naslikal splošno krajino skupaj s Kristusom in sv. Janezom. Prispevek k osrednjemu krajinskemu območju je bil eden od Verrocchiovih pomočnikov, Francesco Botticini. Pozneje so Verrocchiovega učenca Leonarda da Vincija prosili, naj naslika angela v kompoziciji svojega mojstra. Verjetno je Leonardo naslikal velik del pokrajine v ozadju, saj je naslikana v olju, tako kot angel, medtem ko je preostali del slike naslikan s tempero. Po mnenju Giorgia Vasarija, ki je o tem delu razpravljal v svojih Življenjih Verrocchia in Leonarda, sta bila Leonardov angel in razumevanje barv tako impresivna, da je Verrocchio nehal slikati. Vasari ni osebno poznal Leonarda, zato resničnost teh zgodb ni znana, čeprav se zdi, da je Verrocchievo slikarstvo nenadoma prenehalo, njegovo zadnje znano slikano delo pa je bila Devica z otrokom z dvema angeloma, ki jo je posredoval svojemu asistentu Lorenzu di Crediju v dokončanje.
William E. Wallace predlaga, da je po Leonardovem ustvarjanju prvega angela Verrocchio dodal drugega angela, ki je spremljal Leonardovega. Wallace sklepa, da je Verrocchiov guidizio dell'occhio ("pravo oko") zaznal potrebo po dodajanju tega angela na desno, da bi ponovno uravnotežil kompozicijo. Večina italijanskih slik iz 14. in 15. stoletja na to versko temo vključuje dva ali več angelov. Glede na novejšo tehnično analizo je Verrocchio začel s to oltarno sliko okoli leta 1468, ki je bila nato za nekaj let odložena, preden je Leonardo predelal dele površine slike v 1470-ih.

### Izvor
Slika je bila na neki točki prenesena iz cerkve San Salvi v sestrinstvo Vallombrosan v Santa Verdiani. Leta 1810 je vstopila v zbirko Accademie in leta 1959 prešla v Uffizi.